# 大洋の女神
音詩『大洋の女神』（または『大洋女神』、あるいは『波の娘』とも、フィン語：Aallottaret、英語：The Oceanides）作品73は、ジャン・シベリウスの管弦楽曲である。
米国の実業家・慈善事業家のカール・ステッケルがイェール大学教授のホレイショ・パーカーを通じてシベリウスに打診した依嘱作品で、1914年に《交響曲 第4番》に先立ち完成され、同年6月4日にコネチカット州ノーフォーク音楽祭においてシベリウス自身の指揮で初演された。当初は3楽章から成る組曲として計画されたが、結局のところ三部形式の音詩（交響詩）として実現された。シベリウスは渡米の前後だけでなく、米国滞在中にも改訂を続けており、いくつかの紆余曲折を経て現行の最終決定版に辿り着いた。
題材は愛国主義的なものではなく、ギリシャ神話によっている。英語の題名は、海洋神オケアノスの娘たちのオケアニデスを指しているが、フィン語の題名は「波の精たち」という意味である。

## 演奏時間
約10分

## 楽器編成
ピッコロ、フルート2、オーボエ2、コーラングレ、クラリネット2、バス・クラリネット、ファゴット2、コントラファゴット、ホルン4、トランペット3、トロンボーン3、ティンパニ、トライアングル、グロッケンシュピール、ハープ2、弦楽五部